# フューチャーショップ

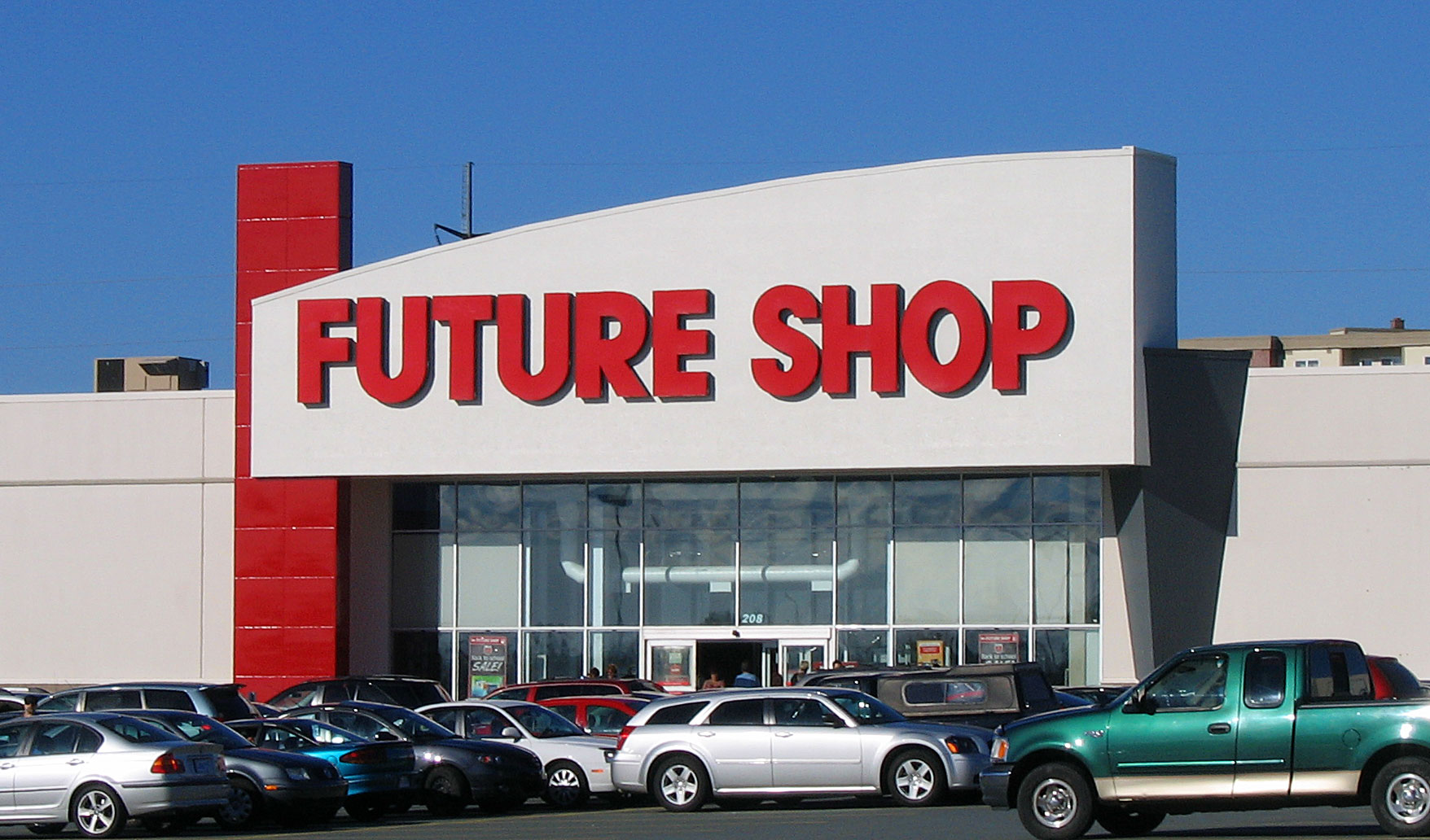
ハリファックスの店舗

フューチャーショップ (英語：Future Shop) はカナダで展開する家電量販店である。2007年8月現在でカナダ国内に126店舗を展開している。1982年にバンクーバーで創業して以来、積極的な拡大戦略をとり、1990年には国内最大の家電量販店となった。
2001年4月に5億カナダドルでベスト・バイに買収された。その後、フューチャーショップのブランドは継続して使われているが、ベスト・バイのブランドでもカナダ国内に進出している。

## 主な商品
- コンピュータ、ソフトウェア、周辺機器
- 家電、キッチン用品
- 音響機器
- カーオーディオ
- テレビ、ビデオデッキ、DVDプレーヤーやホームシアター関連機器
- デジタルカメラ、ビデオカメラ、写真の現像
- PDA、携帯電話、その他の小型電気製品
- CD、DVD
- ゲーム機、携帯型ゲーム機、ゲームソフト

## 過去のキャッチフレーズ
- "Someday everyone will save like this." - 1997年
- "You'll like what the future has in store." - 2000年
- "The Power of MORE." - 2001年
- "Come see what your future has in store." - 2002年
- "Helping Canadians connect!" - 2005年
- "We get it." - 2005年、2007年
- "Get it for Less, Guaranteed." - 2007年 (現在)